# Convento de Santa Clara de Pontevedra
O Convento de Santa Clara (em castelhano:  Santa Clara) é um antigo convento da ordem das Clarissas, localizado no centro de Pontevedra ( Espanha ), na rua Santa Clara, perto da antiga porta de Santa Clara das antigas muralhas da cidade.

## História
Segundo a tradição, um convento templário já havia sido construído neste local. O atual convento foi fundado em 1271 e a sua construção, que começou em 1339, foi influenciada pelo interesse de Dona Teresa Pérez de Sotomayor, filha do poeta e aristocrata Pay Gómez Chariño. A primeira referência documentada em que é feita referência a uma comunidade de freiras sob a invocação de Santa Clara data do ano de 1293. O trabalho de construção da igreja se espalhou ao longo dos séculos. De facto, a cabeceira ainda não estava terminada em 1362.
Graças a inúmeras doações privadas, a igreja foi ampliada durante os séculos XIV e XV. O convento foi também ampliado e tornou-se um retiro favorito para as filhas nobres não casadas. Nos séculos XVI e XVII, foram feitas adições, modificações e extensões ao convento. Ao longo dos séculos, o convento testemunhou várias vicissitudes. Em 1702, após a derrota da frota espanhola na batalha de Rande, as freiras tiveram de abandonar o convento e refugiar-se em Cotobade. Em 1719, as freiras enclausuradas tiveram de ir para Santiago de Compostela, fugindo da invasão inglesa de Homobod, que arrasou a cidade e incendiou os seus edifícios mais importantes. Mais tarde, durante a Guerra da Independência Espanhola contra os franceses, as freiras tiveram de fugir por oito meses e, ao voltar, o convento tinha sido saqueado e uma parte queimada. Após a desamortização na Espanha, as freiras tiveram de deixar o convento em 1868. Naquela época, o convento foi ocupado pelas crianças do hospício, até ser devolvido às freiras a 1 de outubro de 1875 graças às negociações entre o arcebispo de Santiago de Compostela, Miguel Payá y Rico, e o rei Afonso XII de Espanha.
Este edifício emblemático faz parte do catálogo do património cultural galego desde 1994. Foi encerrado em 25 de setembro de 2017 devido à falta de vocações religiosas e à idade avançada das poucas freiras ainda presentes no convento.
A 1 de Dezembro de 2021, a Câmara Municipal de Pontevedra comprou o convento às Clarissas por 3,2 milhões de euros e este tornou-se propriedade municipal. A 3 de Janeiro de 2023 a Câmara Municipal de Pontevedra cedeu oficialmente a propriedade do convento ao Conselho Provincial de Pontevedra para que fosse integrado no Museu de Pontevedra como sétimo edifício da instituição.
Em 9 de Junho de 2023, foi aceite o anteprojecto dos arquitectos Nieto & Sobejano para a restauração do convento como sede do museu. Os destaques do projecto são um subtil encerramento do claustro, uma área de recepção sob um grande baldaquino no meio da propriedade e a criação de uma área arqueológica semi-enterrada de três andares no lado leste. A zona de recepção no centro da quinta será transformada num miradouro sobre o claustro, permitindo organizar toda a circulação e distribuição dos usos, bem como a organização dos espaços.

## Descrição
A igreja data principalmente do século XIV. A construção segue o modelo gótico da igreja de São Francisco, embora seja mais simples. Com uma única nave retangular grande, sem transepto e uma cabeceira poligonal, é coberta por uma abóbada de ventilador. Possui três grandes janelas no interior e há importantes retábulos barrocos. Há outro retábulo barroco com a imagem da Virgen dos Desamparados. O interior da igreja tem também um órgão de 1795 e um relicário de San Vicente Mártir ao pé do altar principal. A igreja combina imagens românicas nas suas consolas e as suas mísulas com um estilo gótico ogival na sua arquitetura.
No exterior, renovado durante o período barroco, só se pode ver a parede do evangelho de duas portas na qual a porta gótica esculpida do último quartel do século XIV, apresenta o tema do Juízo Final. Nas arquivoltas, pode-se ver o busto de Cristo, o juiz, mostrando as feridas, São Pedro com as chaves ou um anjo tocando trompete, entre outras figuras. O edifício adjacente ao convento foi construído em 1880 para servir como residência de verão para o arcebispo, cardeal Quiroga Palacios.
O convento possui um claustro, um jardim em forma de cruz, um cruzeiro e uma fonte no estilo da Praça da Ferraria. Nos fundos do convento, há um grande jardim de 12.000 metros quadrados, cuja parede tem vista para a praça de Barcelos. Na capela exterior localizada no jardim há um tímpano policromado do século XV que representa a Virgem e o menino Jesus ladeado por Santa Clara e São Francisco

## Cultura
Os noivos costumavam vir ao convento para lhes trazer ovos e outras ofertas para tentar garantir o sol no dia do casamento.

## Galeria

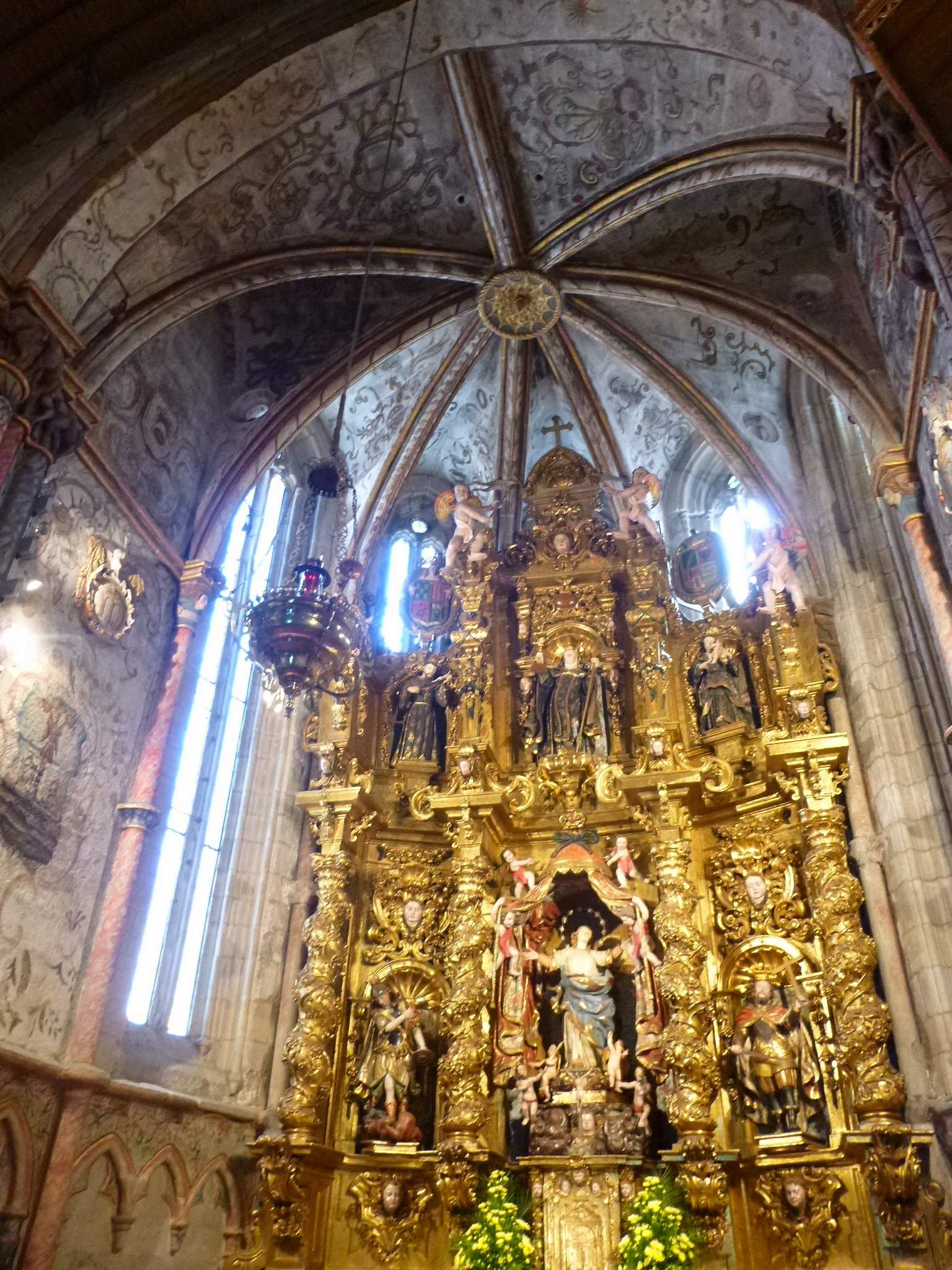
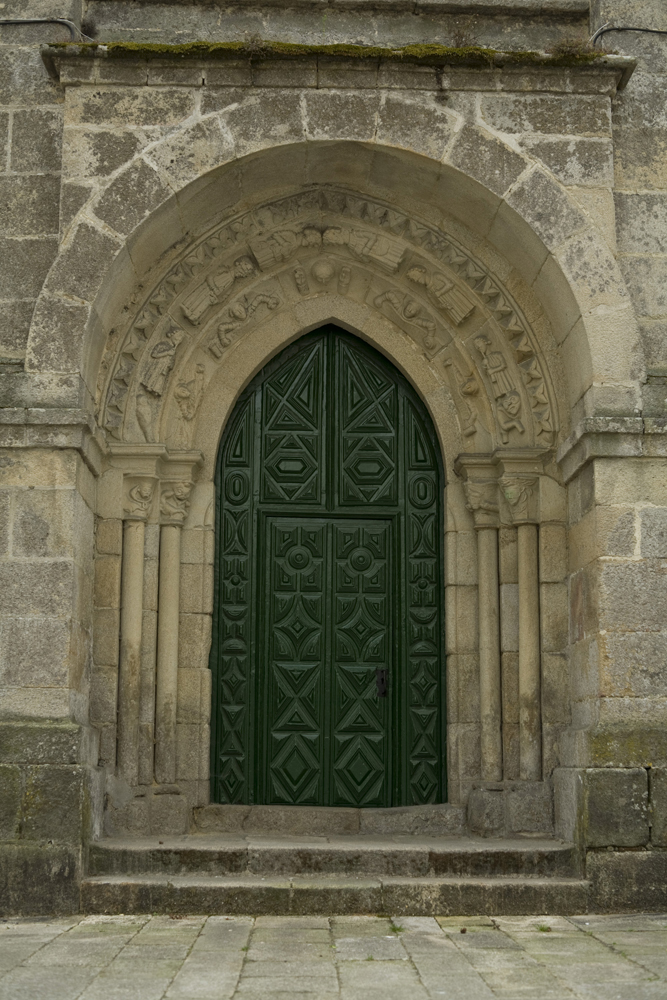
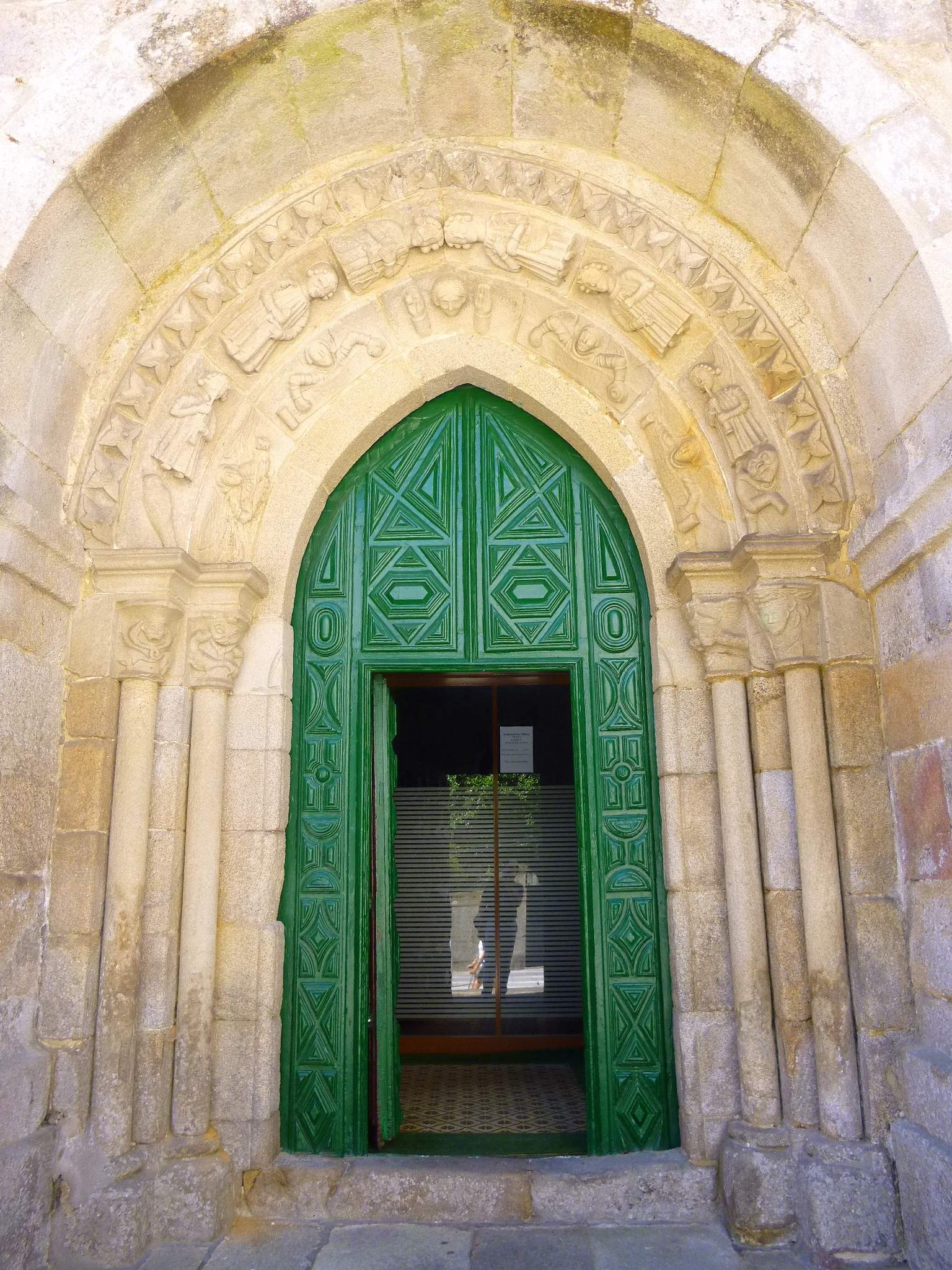
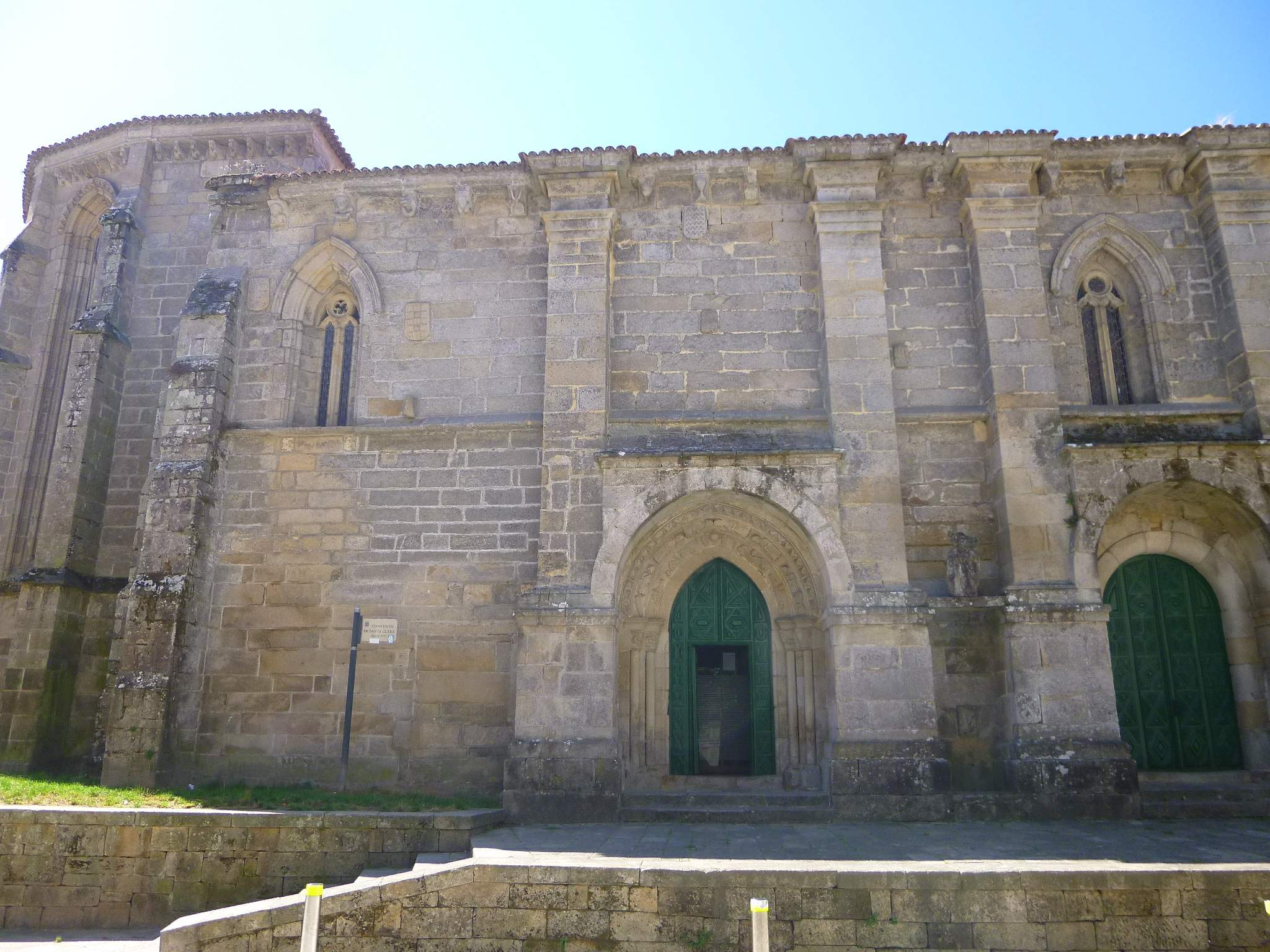
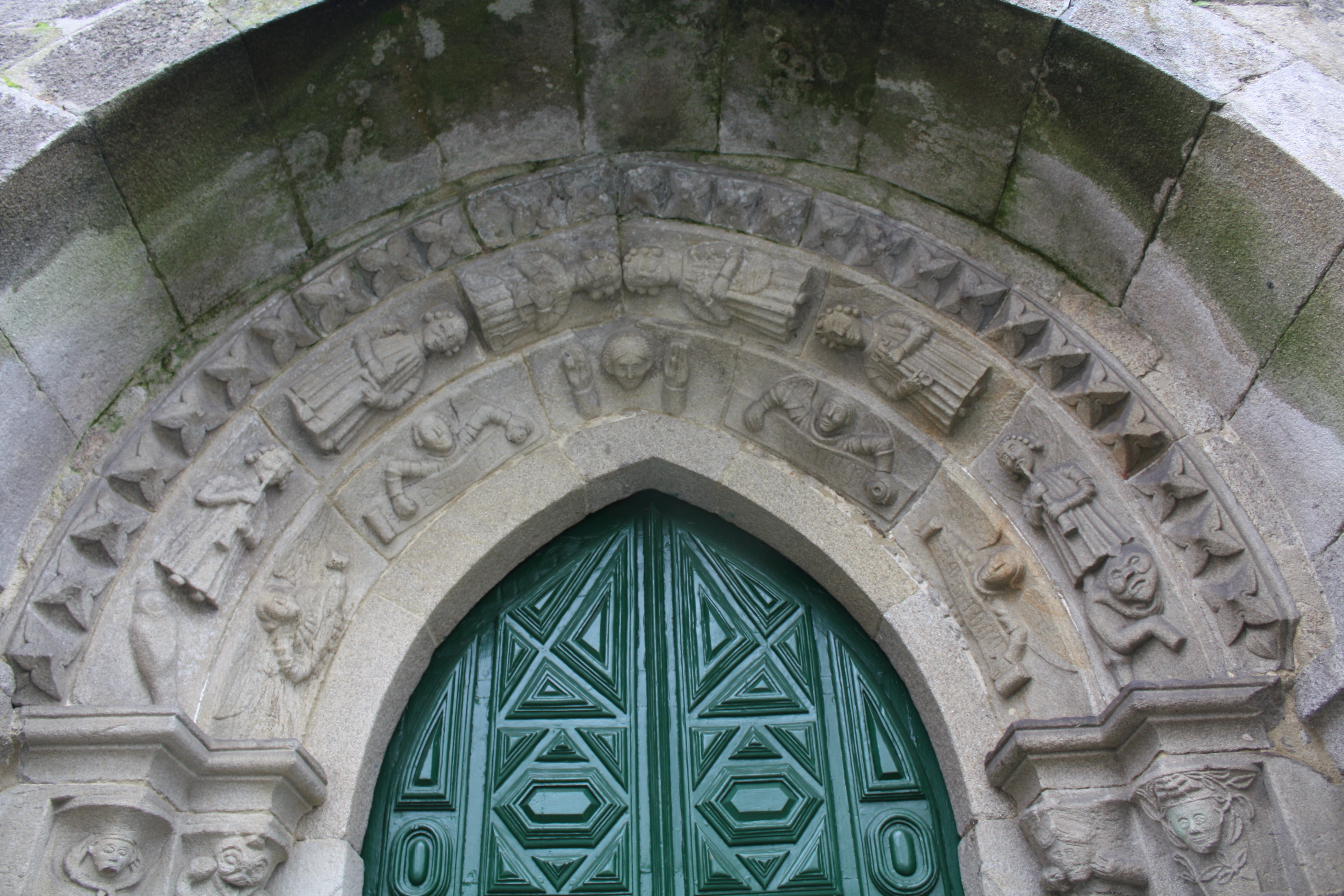
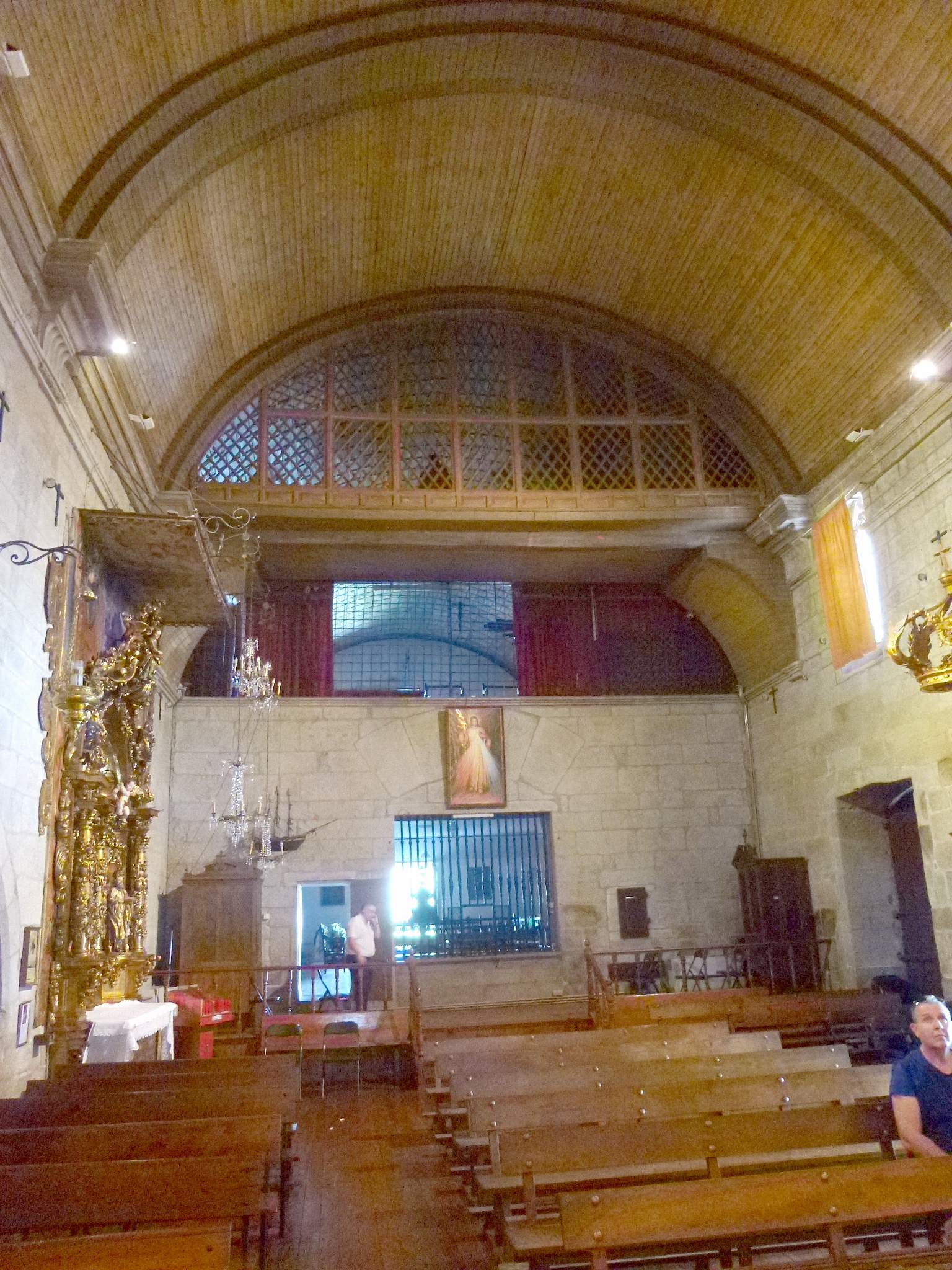
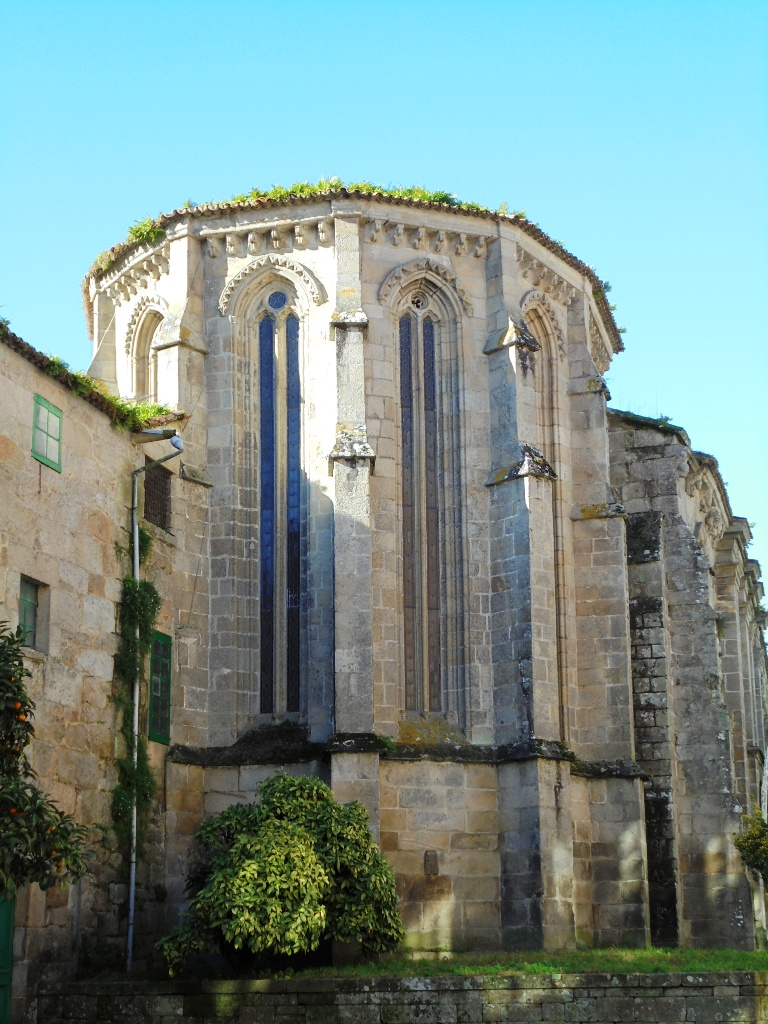
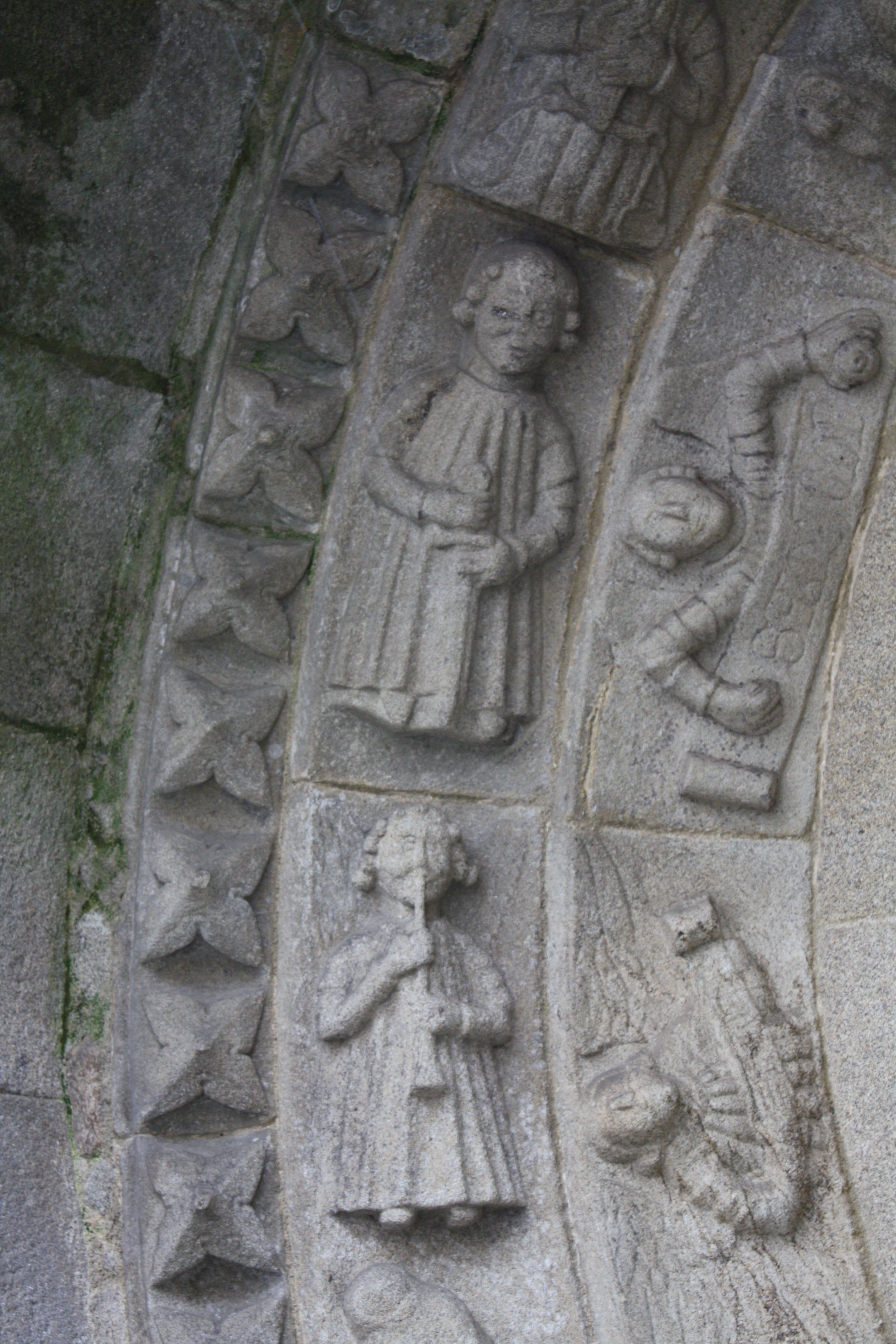
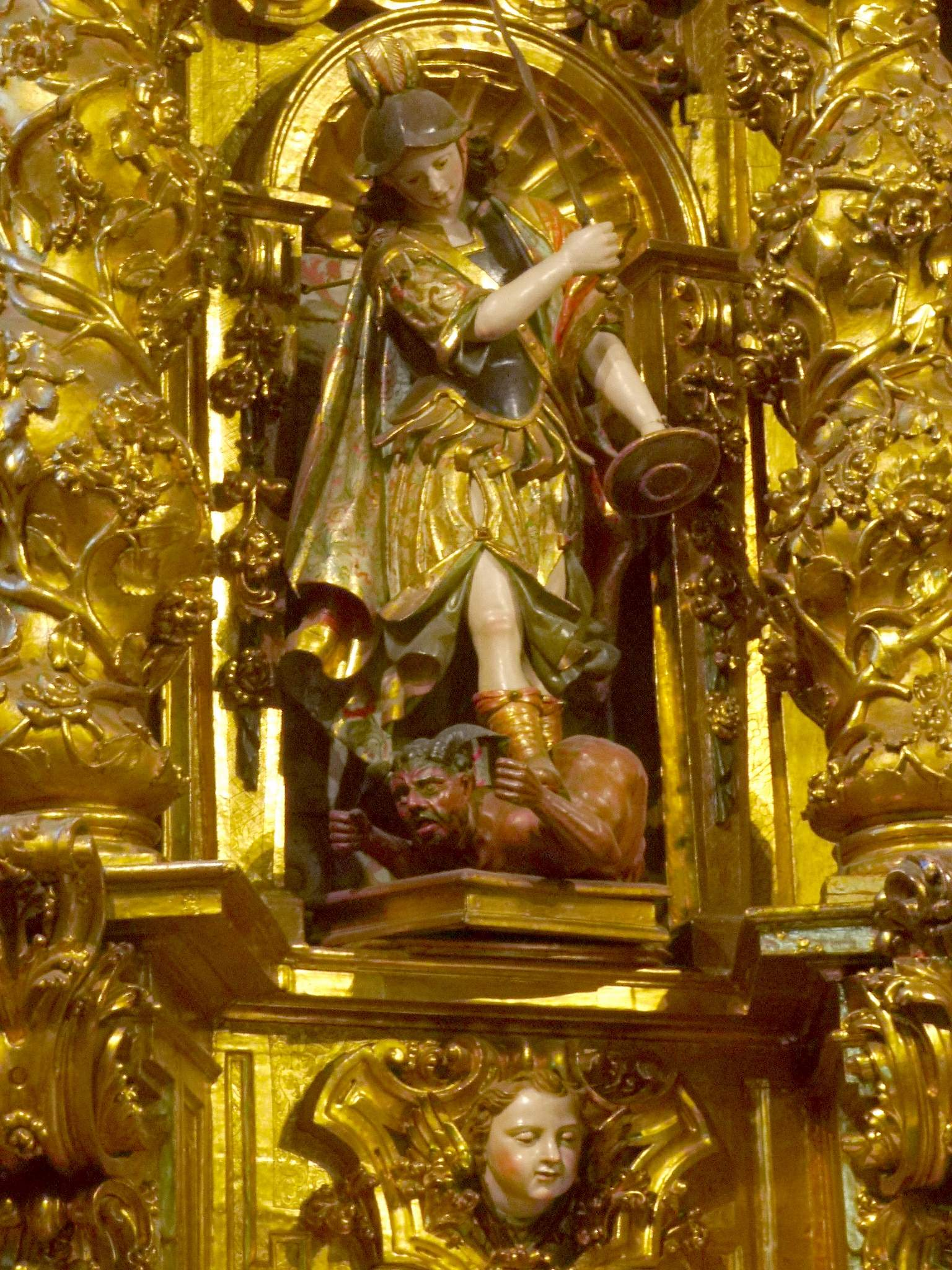
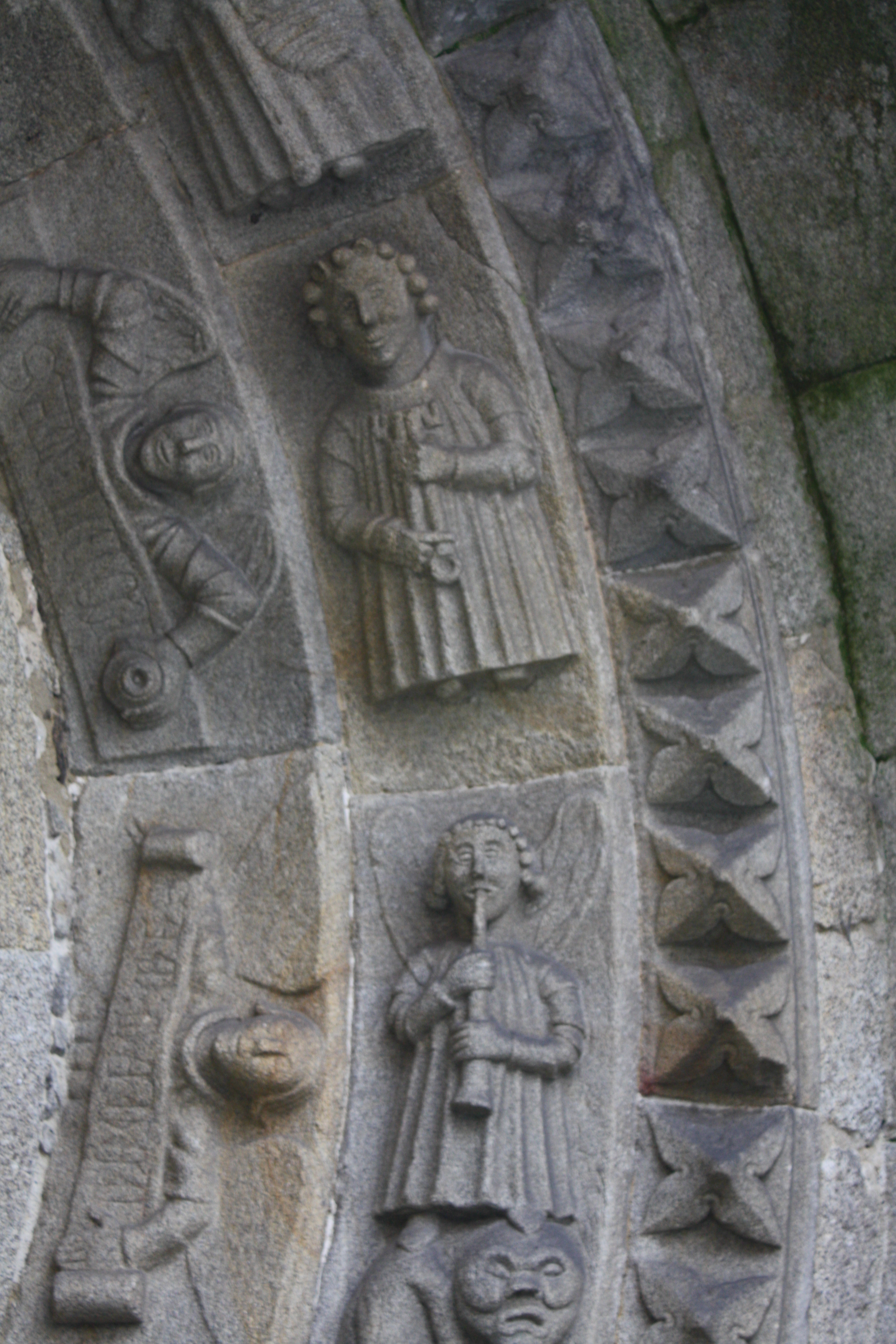
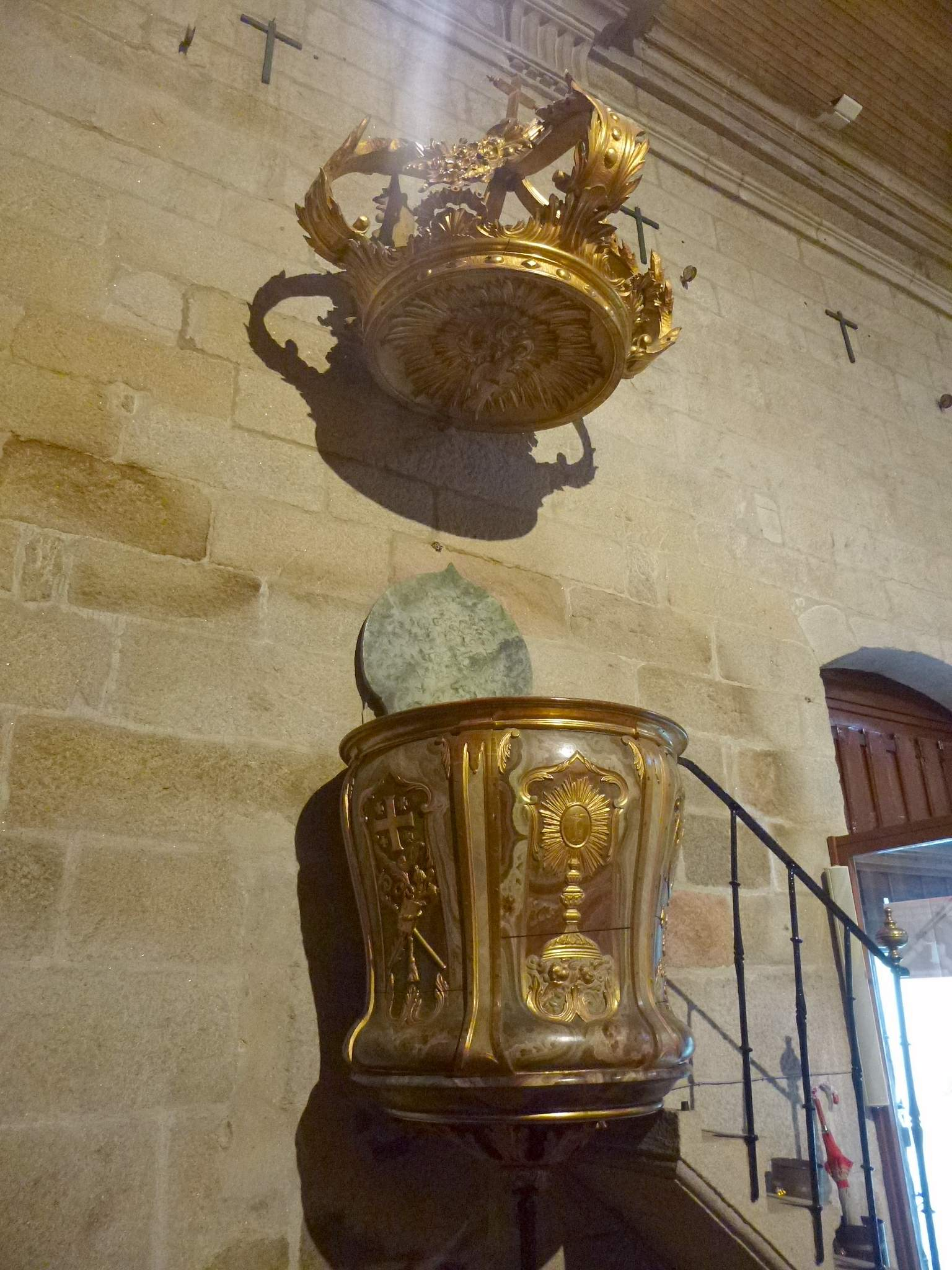
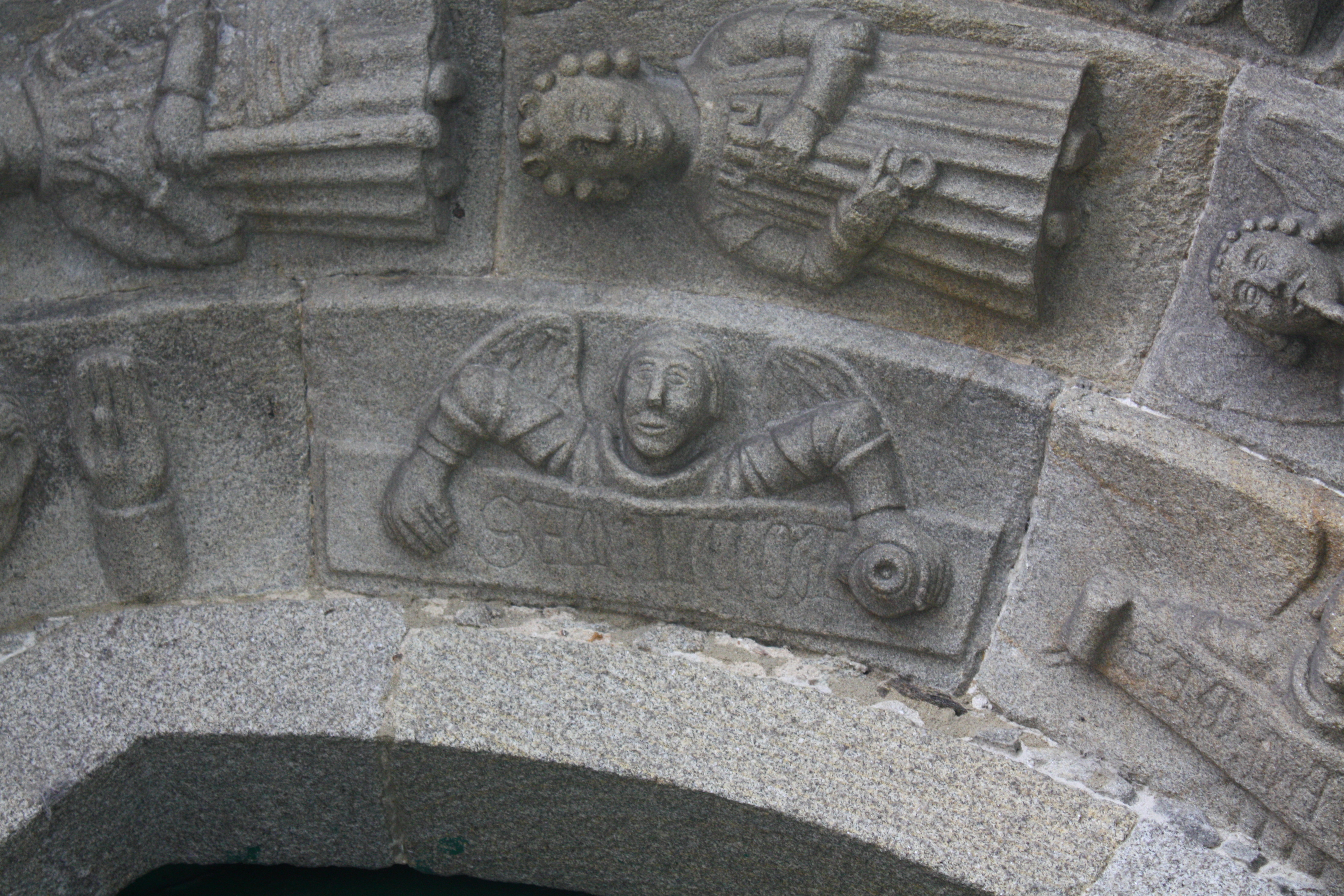
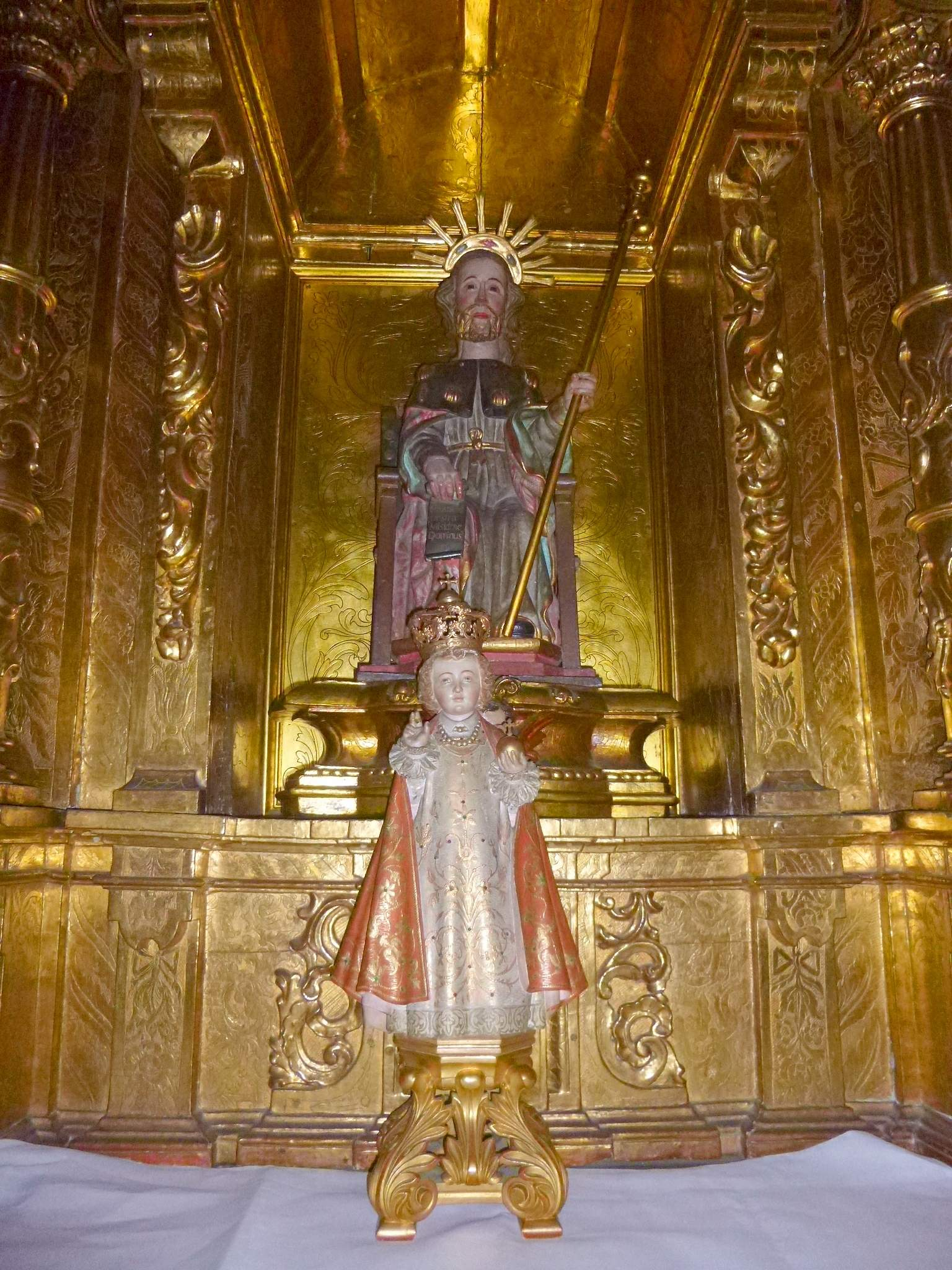
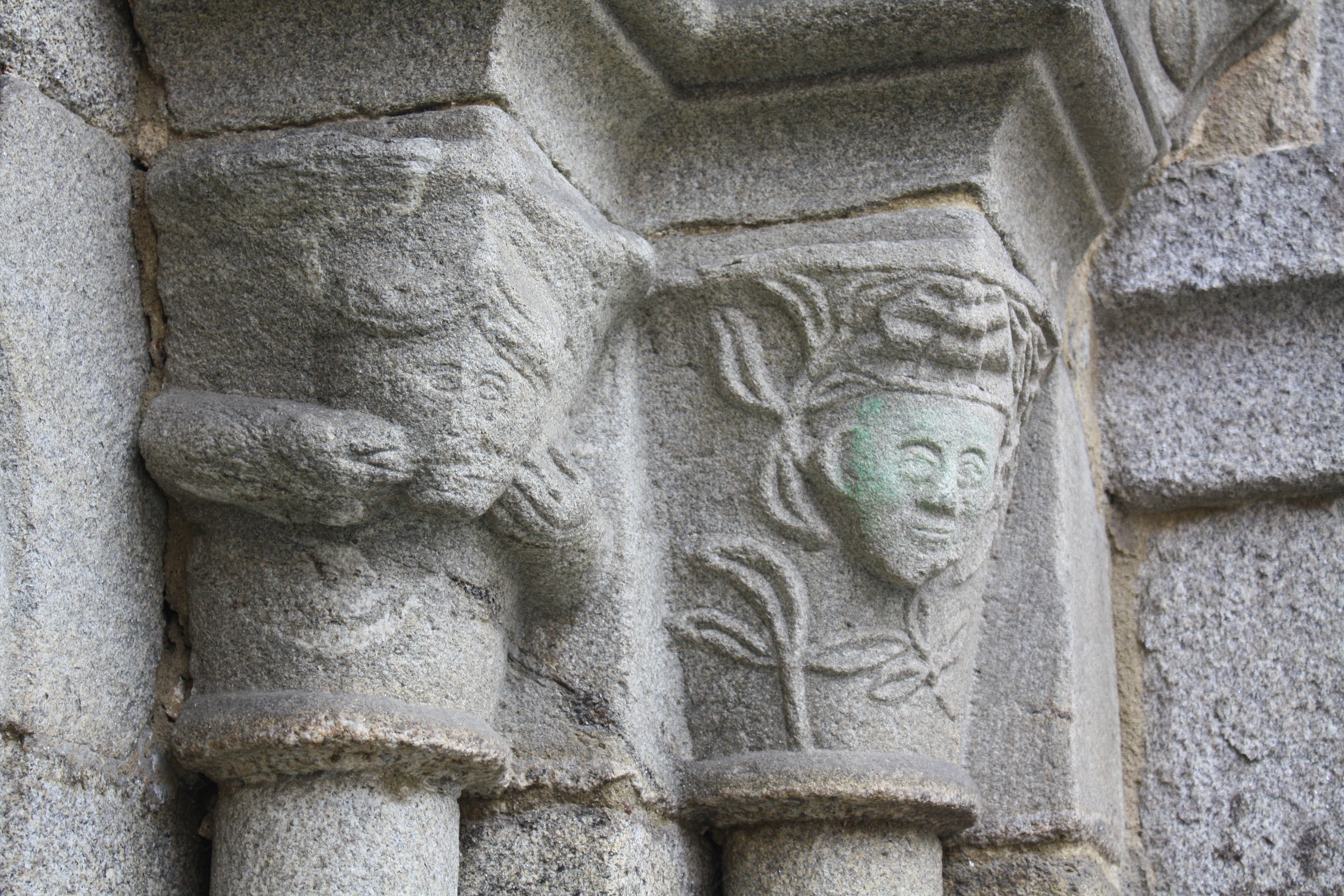
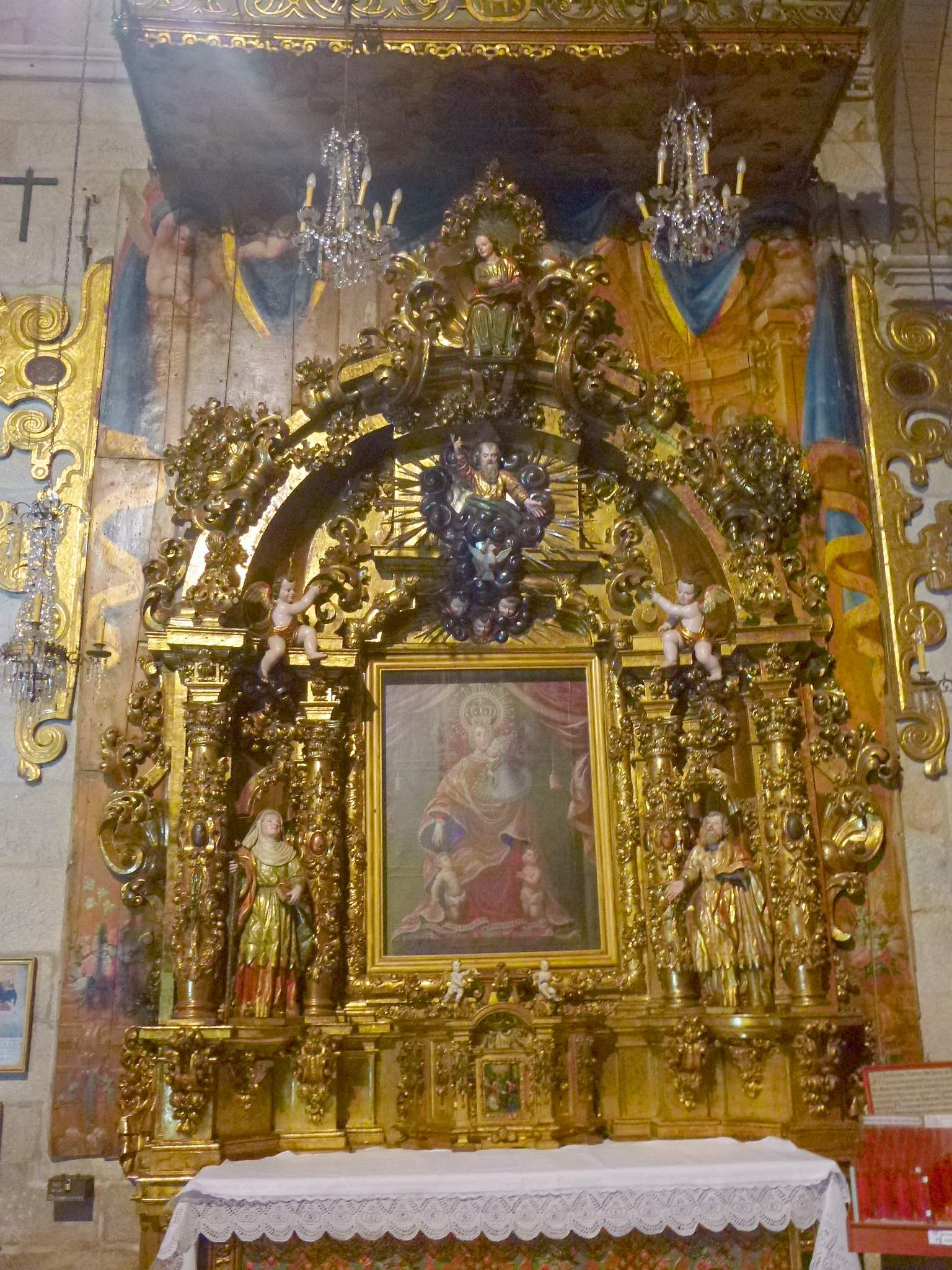
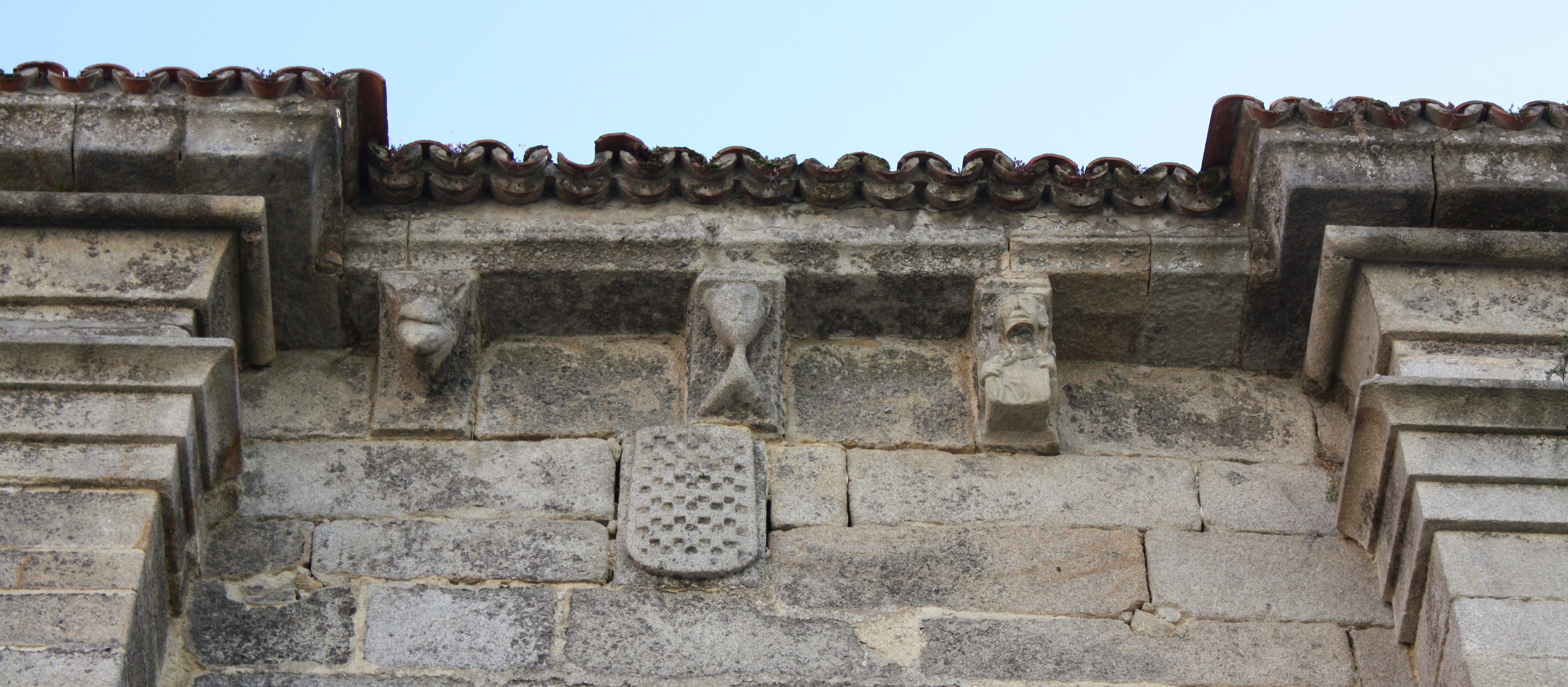
Mísulas
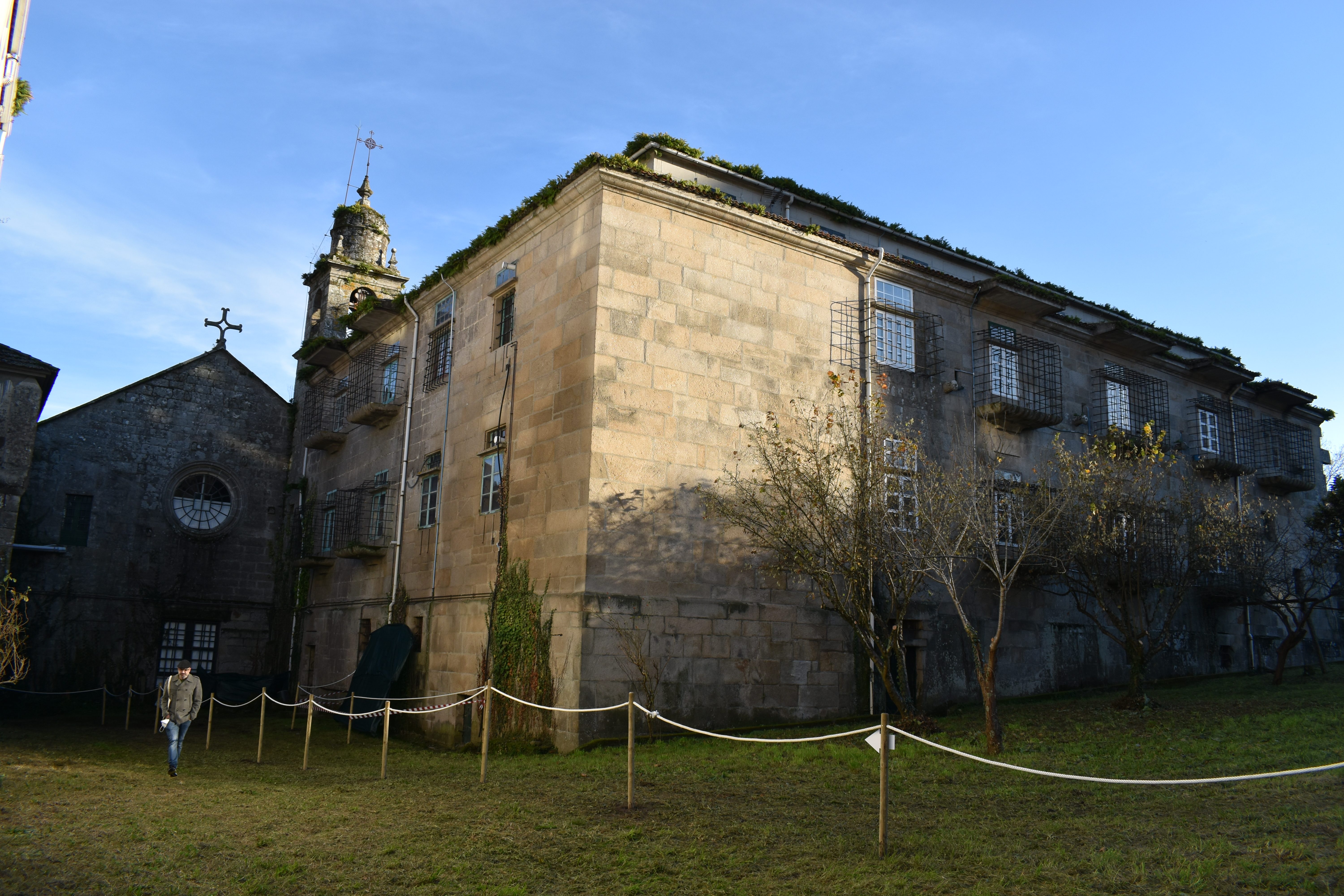
Convento e igreja
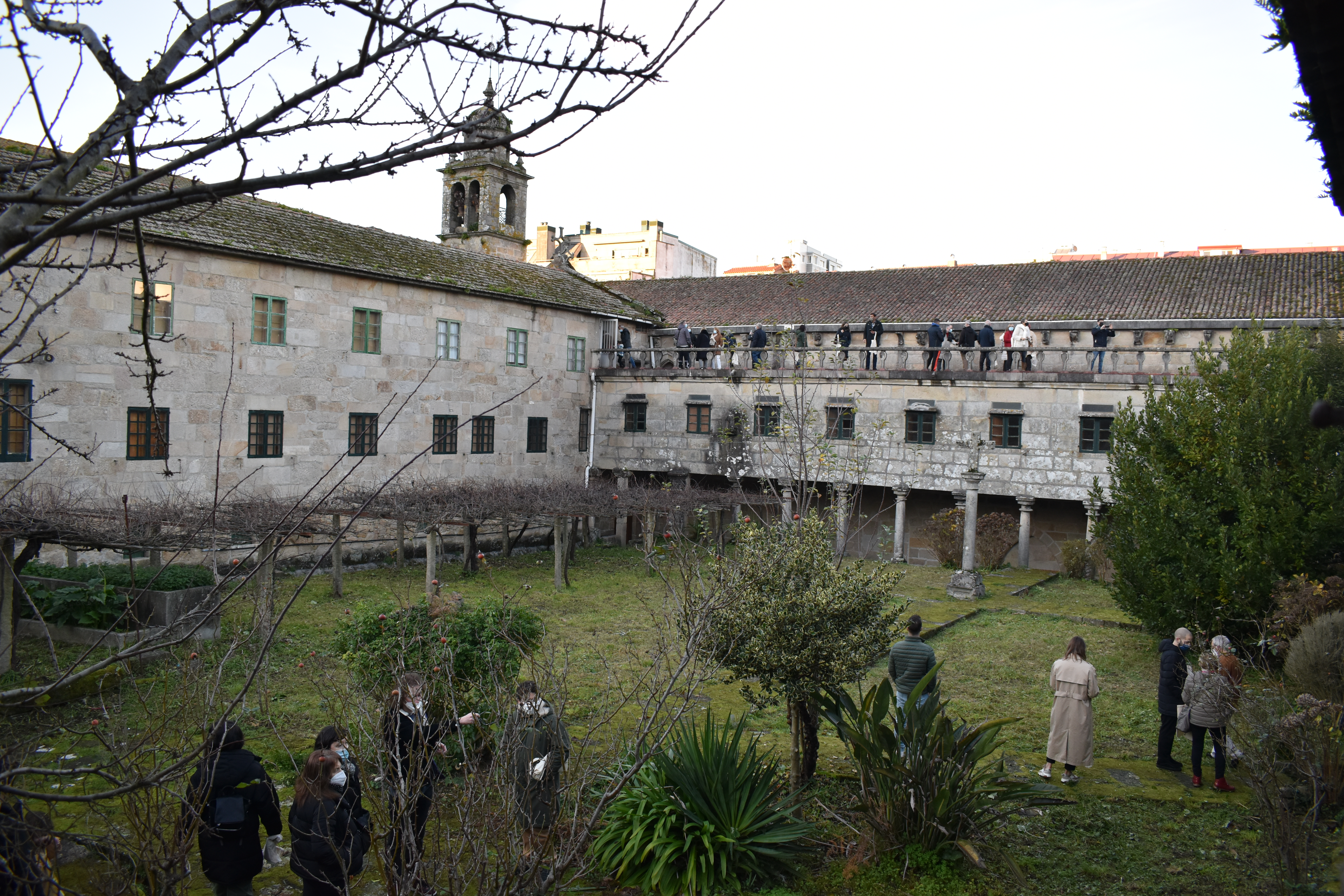
Claustro e convento
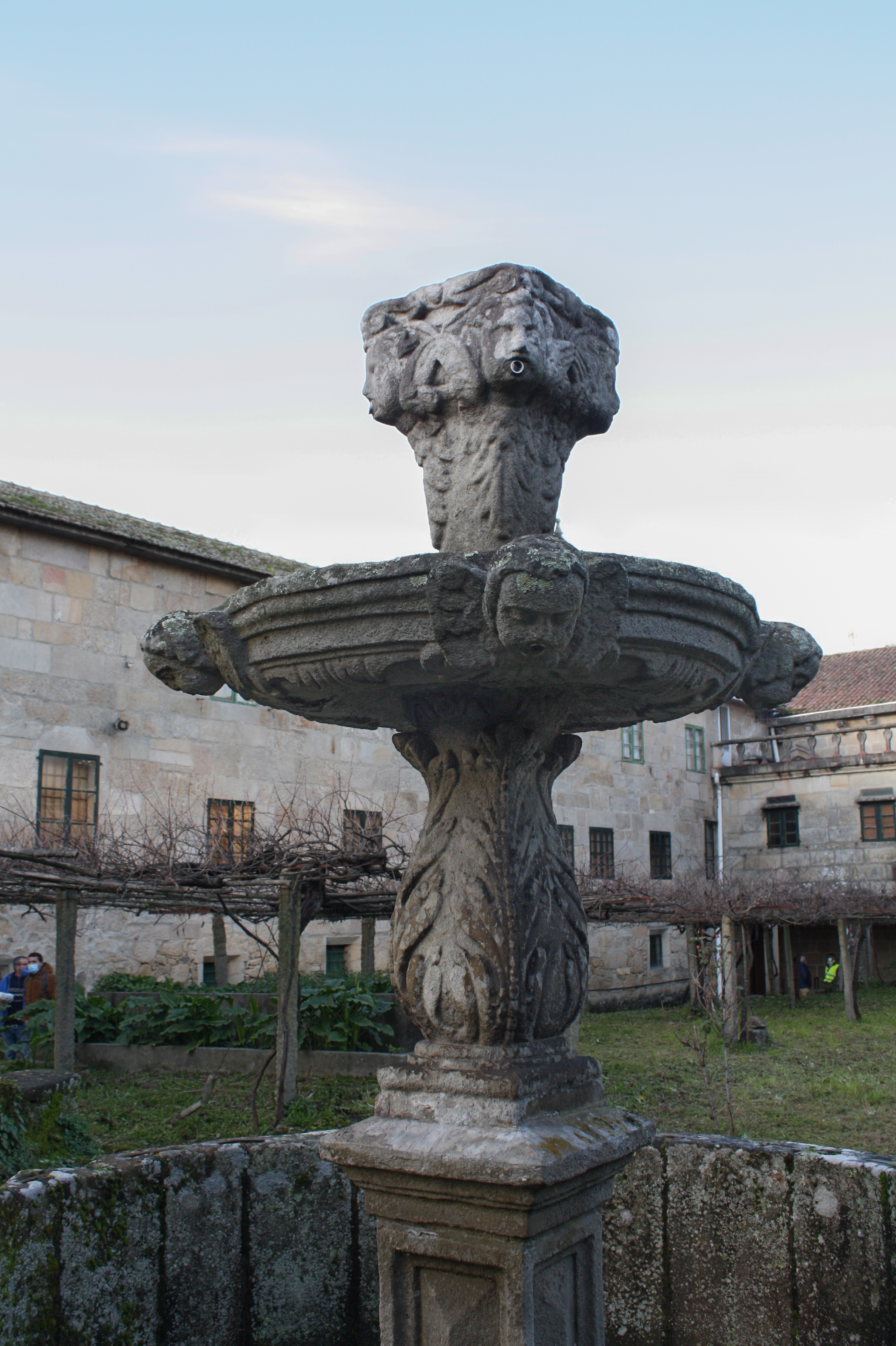
Fonte no jardim
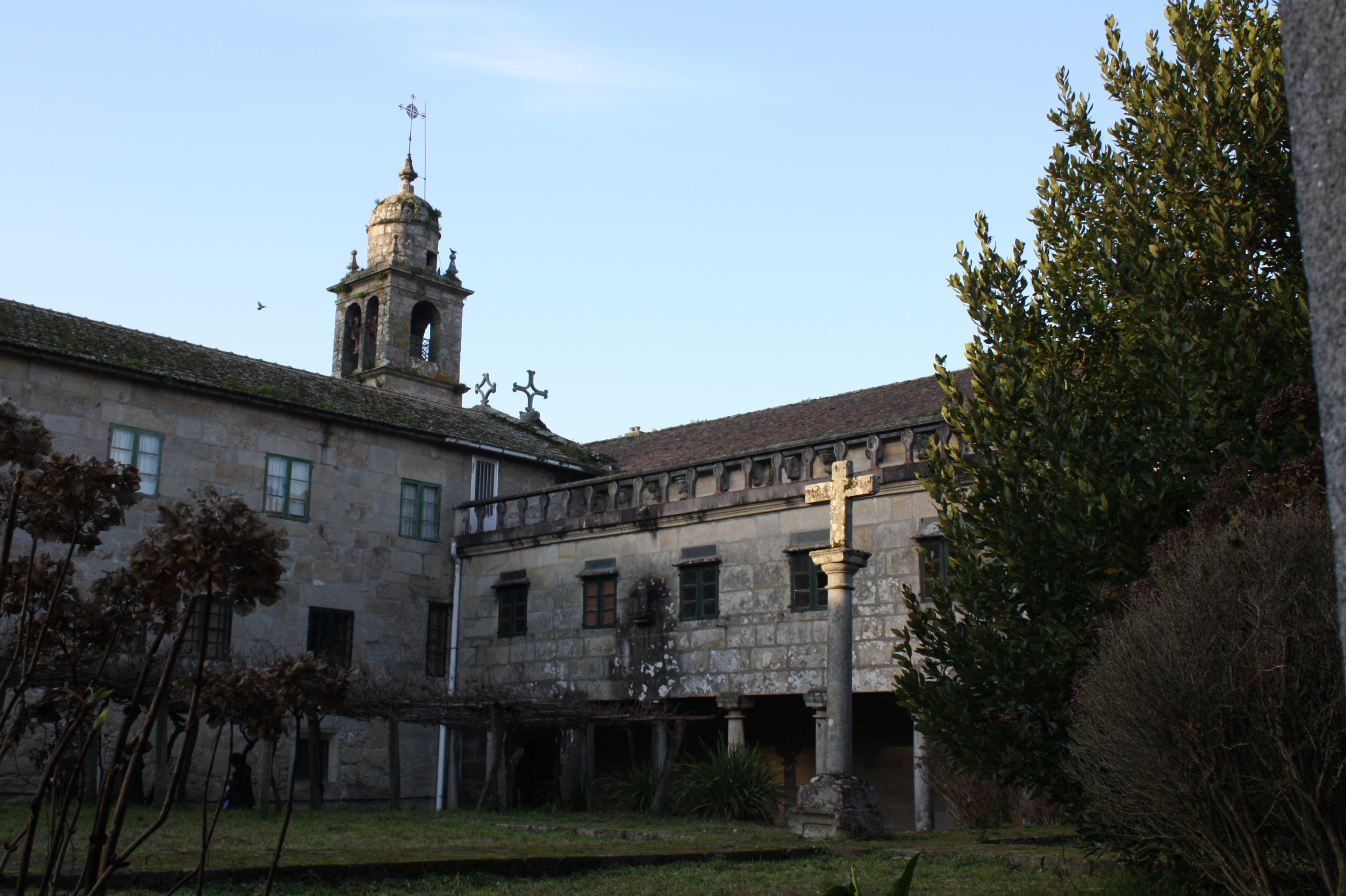
Cruzeiro

### Outros artigos
- Ruínas de São Domingos (Pontevedra)
- Convento de São Francisco de Pontevedra